# Dave Hickey
David Hickey (Fort Worth, Texas, 5 de diciembre de 1940-Santa Fe, Nuevo México, 12 de noviembre de 2021) fue un crítico de arte estadounidense que escribió para publicaciones como Rolling Stone, Art News, Art in America, Artforum, Harper's Magazine y Vanity Fair. Fue apodado "El chico malo de la crítica de arte" y "El niño terrible de la crítica de arte", fue profesor de inglés en la Universidad de Nevada, Las Vegas y profesor distinguido de crítica en el Programa de Maestría en Bellas Artes en el Departamento de Arte e Historia del Arte de la Universidad de Nuevo México.

## Biografía
Se graduó de la Universidad Cristiana de Texas en 1961 y recibió su maestría en la Universidad de Texas dos años después. En 1989, SMU Press publicó Prior Convictions, un volumen de su ficción breve. Fue propietario y director de «A Clean Well-Lighted Place», una galería de arte en Austin, Texas y director de «Reese Palley Gallery» en Nueva York. Se desempeñó como editor ejecutivo de la revista Art in America, como editor colaborador de The Village Voice, como compositor de canciones para Glaser Publications en Nashville y como editor de arte para el Fort Worth Star-Telegram.
Escribió para publicaciones culturales importantes de los Estados Unidos y el extranjero, incluyendo Rolling Stone, Art News, Art in America, Artforum, Interview, Harper's Magazine, Vanity Fair, Nest, The New York Times y Los Angeles Times. Hickey publicó regularmente Revisions, una columna mensual en Art in America. También escribió para publicaciones europeas como The London Review of Books, Frieze International (Londres), Situation (París) y Parkett (Zúrich).
Fue conocido por sus argumentos contra el academicismo y a favor de los efectos de los mercados libres en el arte. Sus ensayos críticos se han publicado en dos volúmenes: The Invisible Dragon: Four Essays on Beauty (1993) y Air Guitar: Essays on Art and Democracy (1997). En 2009, Hickey publicó una versión revisada y actualizada de The Invisible Dragon, agregando una introducción que abordaba los cambios en el mundo del arte desde la publicación original del libro, así como un nuevo ensayo final.
"Escribo canciones de amor para personas que viven en democracia", dijo.
Los perfiles de Hickey han aparecido en Time Magazine, The New York Times, Los Angeles Times, Los Angeles Times Magazine, The Wall Street Journal, Newsweek, U.S. News & World Report, The Economist y Flaunt, entre otras publicaciones. Las entrevistas con Hickey se han publicado en Los Angeles Times, Bomb, New Art Examiner, Public Events, The Art Newspaper y otras revistas. Ha sido entrevistado varias veces sobre temas como el arte y Las Vegas por la BBC, PBS y NPR.
En 2014, comenzó a publicar publicaciones en Facebook durante una enfermedad. Dieciocho meses después, la historiadora del arte Julia Friedman sugirió un proyecto que documentara su experiencia. Dos libros resultaron de esta colaboración: Wasted Words y Dust Bunnies, publicados en 2016. Ambos libros aparecieron en una extensa reseña publicada por The Times Literary Supplement.
En 2015, escribió el ensayo "La guerra es bella, dicen" para el libro La guerra es bella: la guía ilustrada del New York Times sobre el glamour de los conflictos armados de David Shields. Este ensayo describió las influencias e inspiraciones pictóricas detrás de varias fotografías de guerra publicadas por The New York Times.
Estuvo casado con la historiadora del arte Libby Lumpkin hasta su muerte en 2021.

## Premios y reconocimientos
En 1994, Hickey recibió el premio Frank Jewett Mather de crítica de arte de la College Art Association. En 2001, recibió una beca MacArthur. En 2003, Hickey fue incluido en el Salón de la Fama de Escritores de Nevada, patrocinado por las Friends of the University of Nevada, Reno Libraries. Ganó un premio Peabody por su documental de 2006 sobre Andy Warhol por la serie American Masters, que se emitió en PBS en 2006.

## Libros
En 1997 Art Issues Press publicó Air Guitar: Essays on Art and Democracy, unas memorias que contienen 23 ensayos o "canciones de amor" que abordan sus experiencias como crítico musical y comerciante de arte. The Invisible Dragon se publicó originalmente en 1993 con una nueva edición revisada y ampliada publicada en 2012. Es una serie de ensayos provocativos que alientan a los lectores a reconsiderar el papel de la belleza en el arte. Pirates and Farmers fue publicado por Ridinghouse en 2013 y contó con ensayos de Hickey de 1999 a 2013. Este nuevo cuerpo de ensayos breves analiza fenómenos contemporáneos, incluidos los supercoleccionistas, las bienales y el acto de mirar. 25 Women: Essays on Their Art fue publicado por The University of Chicago Press en 2016 y contó con ensayos de Hickey de los últimos veinte años. Este cuerpo de ensayos breves analizó el trabajo de Joan Mitchell, Bridget Riley, Fiona Rae, Lynda Benglis, Karen Carson y otras artistas. Wasted Words: The Essential Dave Hickey Online Compilation fue publicado por PCP Press en 2016. Este libro presenta casi 3,000 comentarios digitales en sus redes sociales, lo que generó casi 700,000 palabras en respuesta de amantes del arte, fanáticos y escépticos entre junio de 2014 y abril de 2015. Estos escritos destacan el impacto de la tecnología digital en el autor y su audiencia en línea. Dust Bunnies: Dave Hickey's Online Aphorisms June 2014 - March 2015 también fue publicado por PCP Press en 2016. Este segundo volumen fue editado por la historiadora del arte Julia Friedman. Este libro es una colección de 124 páginas de fragmentos seleccionados de Wasted Words, el vasto discurso digital de las páginas de redes sociales de Dave Hickey durante junio de 2014 y marzo de 2015. Estos escritos destacan las respuestas de Hickey a los nativos digitales y su audiencia en línea.